# Шевченко Микита Русланович
Мики́та Русла́нович Шевче́нко (нар. 26 січня 1993, Горлівка, Донецька область) — український футболіст, воротар клубу «Олександрія».
Дворазовий Чемпіон України. Переможець Кубка України сезону 2016-17.

## Клубна кар'єра

### «Шахтар»
Вихованець футбольної школи донецького «Шахтаря». Близько року навчався в школі «гірників», потім чотири роки перебував в клубній академії. У молодіжній команді грав з 2006 по 2009 рік. Влітку 2009 року Микита потрапив в заявку першої команди, але грав лише за молодіжну команду.
На початку 2011 року воротар був відданий в оренду в маріупольський «Іллічівець», проте і тут виступав виключно у молодіжній першості. І за основну команду маріупольського клубу так і не зіграв.
Улітку 2012 року повернувся до «Шахтаря», де провів ще один сезон у молодіжній команді, а також був у заявці в переможному для «гірників» Суперкубку Україні 2012 року, але на поле так і не вийшов.
Улітку 2013 року Шевченко відправився в оренду до луганської «Зорі», де також спочатку був воротарем молодіжної команди. Лише 25 вересня дебютував за основну команду в матчі Кубка України проти першолігового краматорського «Авангарда» (1:3), від якого несподівано пропустив три голи й не допоміг команді пройти в наступний етап. Після цього Микита знову став виступати виключно за другу команду.
Дебютував на дорослому рівні в матчах Прем'єр-ліги Шевченко 6 квітня 2014 року в матчі проти «Іллічівця» (3:0), після чого став основним воротарем команди. Причому перший гол Микита пропустив тільки в третій грі проти «Металіста» (1:1). Всього до кінця сезону зіграв у 8 матчах чемпіонату, в яких пропустив лише 3 голи. Улітку 2014 року «Зоря» продовжила оренду футболіста і загалом він провів у луганському клуб три сезони. За цей час в цілому в складі луганчан він провів понад п'ятдесят матчів в усіх турнірах і дебютував у Лізі Європи.
В липні 2016 року повернувся в «Шахтар», де став запасним воротарем і за наступні два сезони зіграв за клуб 6 ігор в усіх турнірах.
3 вересня 2018 року став гравцем львівських «Карпат» на умовах оренди до кінця року.

### «Зоря»
2 лютого 2019 року підписав контракт на 2,5 роки із луганською «Зорею»..

## Виступи за збірні
2008 року дебютував у складі юнацької збірної України, узяв участь у 12 іграх на юнацькому рівні. З 2013 року залучався до складу молодіжної збірної України. На молодіжному рівні зіграв у 2 офіційних матчах.
З 2014 року регулярно викликається до національної збірної України..

## Досягнення
«Шахтар»
- Чемпіон України: 2016/17, 2017/18
- Володар кубка України: 2016–2017